# Gränsta
Gränsta är en tidigare småort i Knutby socken i Uppsala kommun, belägen vid länsväg 282 cirka 1 km sydväst om Knutby. 2015 hade småorten vuxit samman med Knutby tätort.
Byn omtalas första gången i skriftliga handlingar 1396 ('i Grænistom'). Under 1500-talet omfattade byn mantal skatte och två mantal frälsejord, tillhörig Arvid Klasson Uggla.
Det var i Gränsta som det omskrivna Knutbydramat ägde rum år 2004.